# مصطفى خيراوي
مصطفى خيراوي هو لاعب كرة قدم جزائري في مركز الدفاع، ولد في 7 أكتوبر 1995 في الجزائر يلعب في نادي بيش السعودي.

## وصلات خارجية
- مصطفى خيراوي على موقع قاعدة بيانات كرة القدم.إي يو (الإنجليزية)
- مصطفى خيراوي على موقع Soccerway.com (الإنجليزية)